# 1142
| Calendário gregoriano                                                        | 1142 MCXLII                                          |
| Ab urbe condita                                                              | 1895                                                 |
| Calendário arménio                                                           | 591 – 592                                            |
| Calendário bahá'í                                                            | -702 – -701                                          |
| Calendário budista                                                           | 1686                                                 |
| Calendário chinês                                                            | 3838 – 3839 Início a 30 de janeiro (aproximadamente) |
| Calendário copta                                                             | 858 – 859                                            |
| Calendário etíope                                                            | 1134 – 1135                                          |
| Calendários hindus - Vikram Samvat - Calendário nacional indiano - Cáli Iuga | 1197 – 1198 1063 – 1064 4242 – 4243                  |
| Calendário Holoceno                                                          | 11142                                                |
| Calendário islâmico                                                          | 536 – 537                                            |
| Calendário judaico                                                           | 4902 – 4903                                          |
| Calendário persa                                                             | 520 – 521                                            |
| Calendário rúnico                                                            | 1392                                                 |
| Calendário solar tailandês                                                   | 1685                                                 |

1142 (MCXLII, na numeração romana) foi um ano comum do século XII do Calendário Juliano, da Era de Cristo, e a sua letra dominical foi D (53 semanas), teve início a uma quinta-feira e terminou também a uma quinta-feira.
No reino de Portugal estava em vigor a Era de César que já contava 1180 anos.
| Ano completo                        |
| ----------------------------------- |
| Ano comum com início à quinta-feira |

## Eventos
- Leiria recebe foral de D. Afonso Henriques, com o nome latino de Leirena.
- Konoe substitui Sutoku como imperador do Japão.

## Nascimentos
- Sancho I de Aragão.
- Robert II de Harcourt, barão de Harcourt e cavaleiro medieval francês (m. 1204).
- Robert II de Meulan, foi Conde de Meulan, m. 1204.

## Mortes
- 27 de janeiro - Yue Fei, líder militar chinês (n. 1103).
- 13 de junho - Godofredo II de Lovaina, conde de Lovaina, landgravo de Brabante, marquês de Antuérpia e duque da Baixa-Lotaríngia (n. 1100).